# 안산 김씨 사재감정공파 묘역
안산김씨 사재감정공파묘역(安山金氏 司宰鑑正公派 墓域)은 대한민국 경기도 안산시 단원구에 있다. 2014년 3월 19일 안산시의 향토유적 제24호로 지정되었다.

## 개요
안산김씨는 13세기 후반에 출사한 김위(金渭)를 1세대로 하는 가문으로 그의 증손인 김정경(金定卿) 때 와서 훈척가문으로 성장하였다. 조선시대 안산 지역에는 연성군 김정경의 넷째 아들 김개의 후손들이 주로 세거하였으며 김개 (金漑, 1405~1484)는 판중추부사를 역임하였다. 선부동 묘역에는 김개의 둘째 아들 김맹전을 비롯한 5대의 묘가 모여 있고 와동 묘역에는 김취경과 김영철의 묘가 있다.